# Chimoio
Chimoio, ehemals Vila Pery, ist mit 372.821 (2017) Einwohnern die fünftgrößte Stadt Mosambiks und liegt im Westen des Landes.

## Geographie
Chimoio liegt im Beira-Korridor, 95 Kilometer östlich der Grenze zu Simbabwe, an der Bahnlinie von Beira nach Harare. Chimoio ist Hauptstadt der Provinz Manica und zugleich Verwaltungshauptstadt des Municipio Chimoio. Die Stadt bildet einen eigenständigen Distrikt.
Hauptsehenswürdigkeit ist der Monte Bênto/Cabeça do Velho, ein Felsen mit der Form eines Männergesichts. Im ihn umgebenden Wald sind zuweilen Affen und kleine Antilopen zu sehen. Nicht weit entfernt, an der Grenze zu Simbabwe, befindet sich der mit 2436 m höchste Berg Mosambiks, der Monte Binga.

## Einwohner

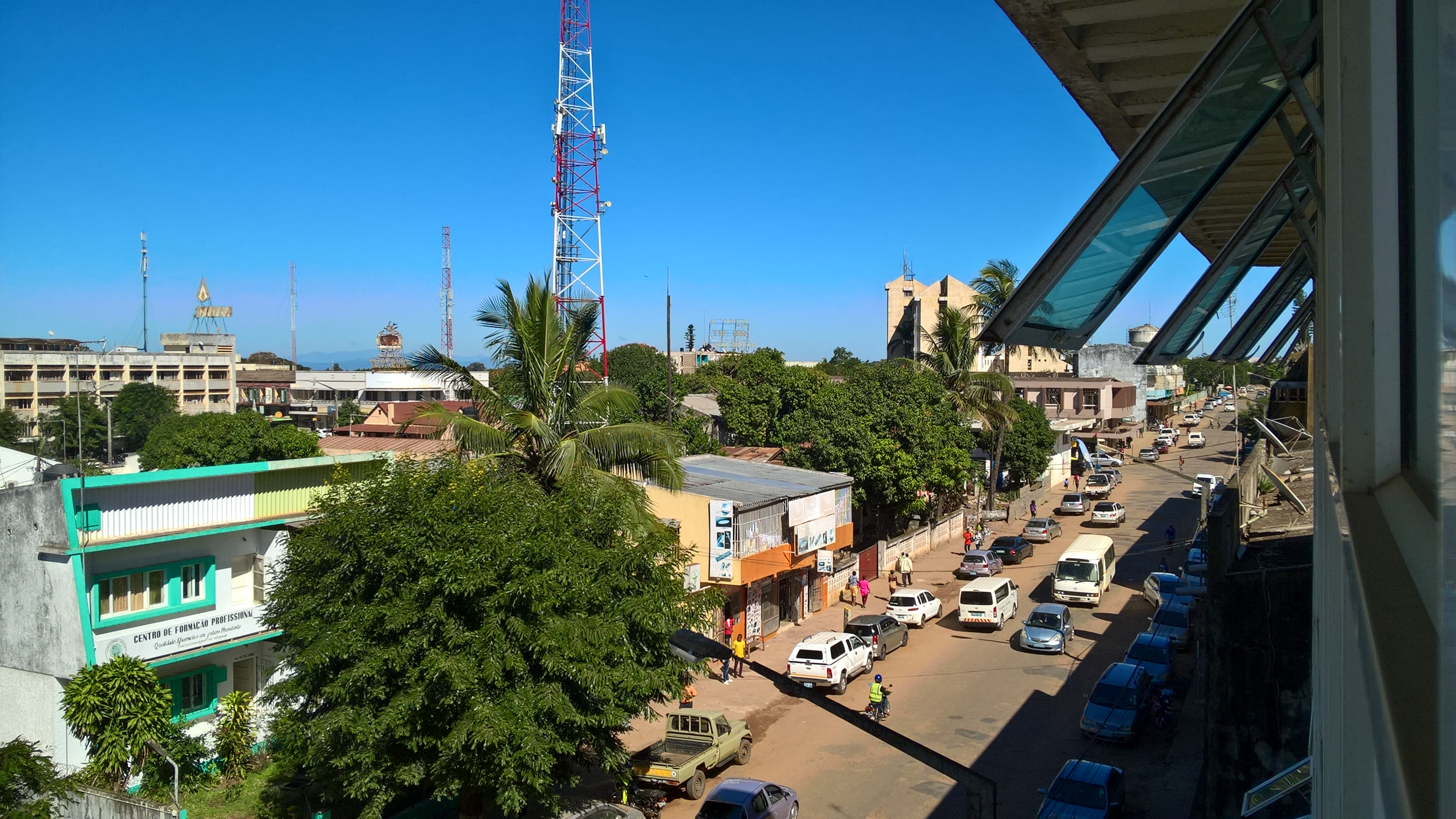
Straße in Chimoio

2007 hatte Chimoio 238.976 Einwohner. 1997 waren es noch 177.608 und 1980 sogar nur 74.372. Aufgrund der politischen Situation im Nachbarland ist die Stadt voller Flüchtlinge. Durch die rasante Bevölkerungsentwicklung besteht ein großes Problem mit AIDS. Der Prozentsatz der Infizierten wird auf überdurchschnittliche 25 % geschätzt. Bis 2017 wuchs die Bevölkerung weiter an auf 372.821 Einwohner.

## Geschichte

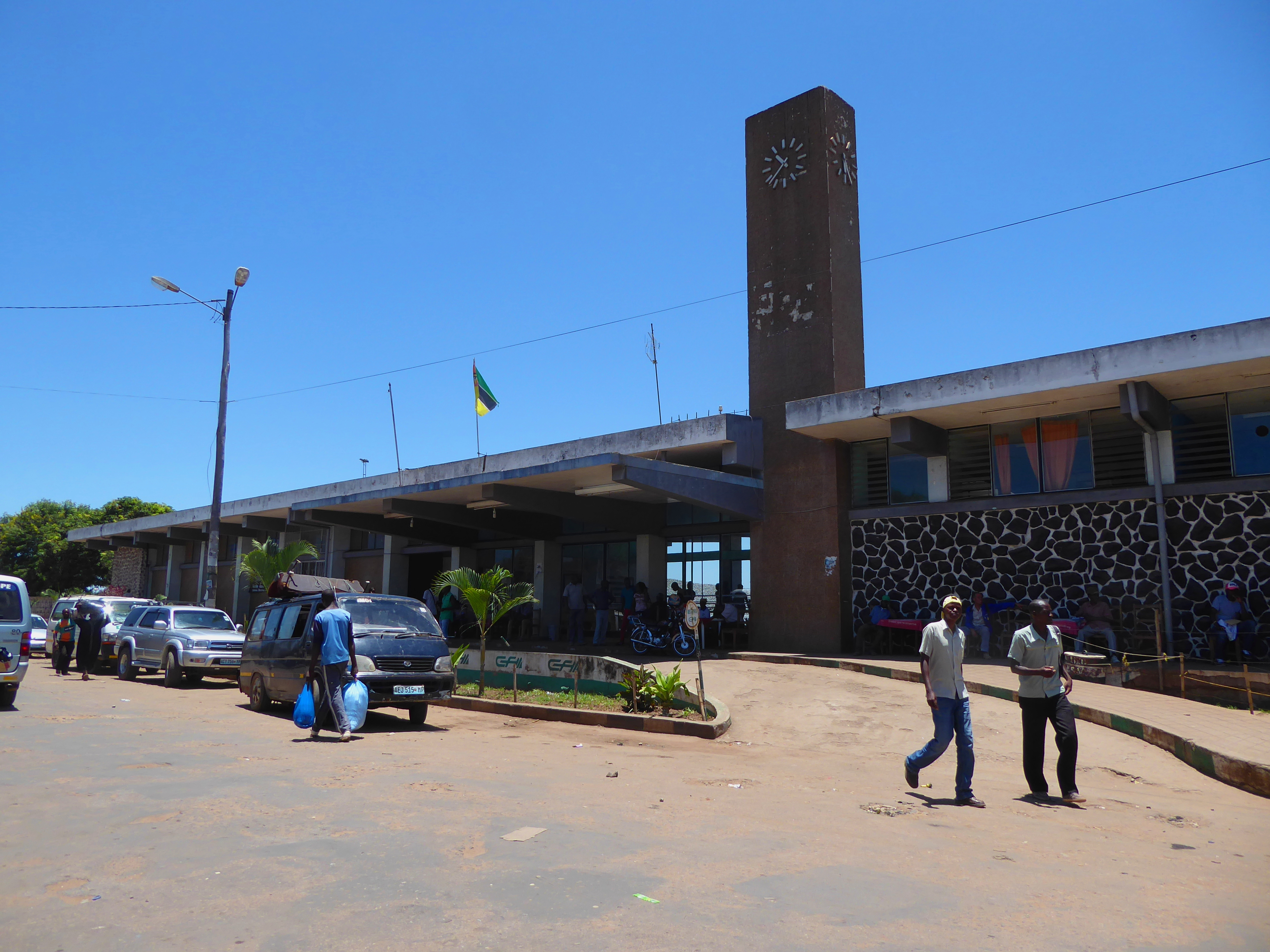
Bahnhof von Chimoio

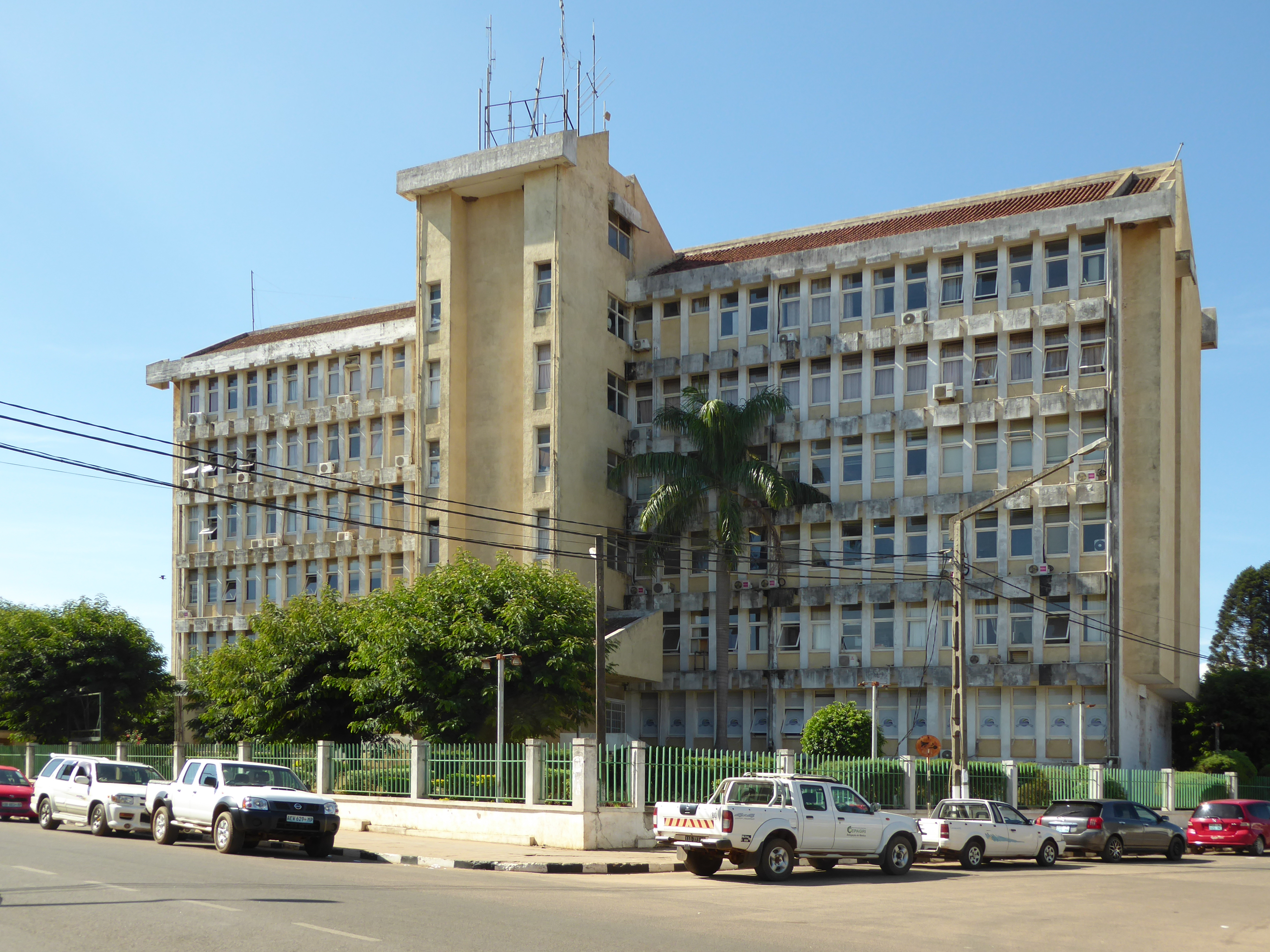
Sitz der Verwaltung der Provinz Manica

Chimoio gehörte historisch zum Munhumutapa-Reich und hieß Mandingos. Gegründet wurde der Ort an einem Platz namens Chimiala. 1916 wurde Mandingos von den Portugiesen in Vila Pery umbenannt. Die Stadt hatte in dieser Zeit neben Portugiesen auch eine größere Bevölkerungsgruppe von Briten als Einwohner. 1969 wurde der Ort zur Stadt (Cidade) erhoben. Mit der Unabhängigkeit Mosambiks erfolgte 1976 die Umbenennung in Chimoio. Die Stadt war sowohl vom Mosambikanischen Unabhängigkeits- wie vom Bürgerkrieg betroffen.

## Wirtschaft
Die Eisenbahnlinie dient als Exportweg für simbabwische Güter für Häfen am Indischen Ozean. Auch landwirtschaftliche Produkte aus der Region von Chimoio folgen diesen Weg. Ehemalige Farmer aus Simbabwe haben hier neue Farmen angelegt, nachdem sie aus ihrer Heimat vertrieben wurden. Sie produzieren zum Beispiel Paprika und Tabak für den Export, während die angestammte Bevölkerung im kleinen Rahmen für den Eigenbedarf anbaut. Der Flugplatz der Stadt ist in einem schlechten Zustand.

## Sport
Der Fußballverein Textáfrica do Chimoio spielt in der ersten mosambikanischen Liga Moçambola. Die Heimspiele finden im 5.000 Zuschauer fassenden Stadion Estádio da Soalpo statt.

## Söhne und Töchter der Stadt
- Iolanda Cintura (* 1972), Chemikerin und Politikerin (FRELIMO)